# Bachtelmühle
Bachtelmühle ist eine Einöde der kreisfreien Stadt Kempten (Allgäu). Der Ortsteil liegt am Bachtelbach, der rund 550 Meter oberhalb (östlich) den Bachtelweiher (Dolderweiher) verlässt. Die Bachtelmühle gehörte bis 1972 zur Ruralgemeinde Sankt Mang, mit der sie in die Stadt Kempten eingegliedert wurde. „Bachtel“ soll sich aus dem Wort „Bachtal“ herausentwickelt haben. Früher hieß der Bach auch Tiefenbach oder historisch „Tuffinbach“.
Nach der letzten Volkszählung vom 25. Mai 1987 hatte die Bachtelmühle eine Bevölkerung von 14 in zwei Gebäuden mit Wohnraum bzw. fünf Wohnungen. Müllers großes deutsches Ortsbuch von 2012 gibt nur noch sieben Einwohner an.

## Geschichte
Die Bachtelmühle wurde mit „Cuonrat der Muller vf dem Tuffinbach“ im Jahr 1293 erstmals erwähnt. Im gleichen Jahr verkaufte das Stift Kempten die Mühle an St. Gallen wegen missglückter Unternehmungen. 1440 erwarb das Stift wieder die „Mühlstatt im Bachthal“ zusammen mit weiteren Gütern von einem Albrecht Rist. Seither war die Bachtelmühle eine stiftische Mahlmühle. 1740 wurde bei einem Grundstückstausch zwischen dem Fürststift und einem Erben vermerkt, dass die Mühle neu erbaut wurde. Dieses 1934 und nach 1970 umgebaute Gebäude steht unter Denkmalschutz.
Das Haus wurde im Jahr 1793 „Eggenmühle“ genannt. Dieser Name ist vermutlich auf den damaligen Besitzer zurückzuführen. Auf der historischen Flurkarte aus dem 19. Jahrhundert ist nördlich der Mühle der Flurname „Eggens Felder“ eingetragen. Dieses Areal gehört heute zu einem Minigolfplatz.
1819 bestand die Bachtelmühle aus einem Anwesen mit vier Bewohnern. Die Mühlstätte gehörte zur Hauptmannschaft Lenzfried.
Zum Anwesen gehörte auch der vom Stift zur Karpfenzucht genutzte Bachtelweiher. Am Weiher wurde 1951 eine Badeanstalt eingerichtet.

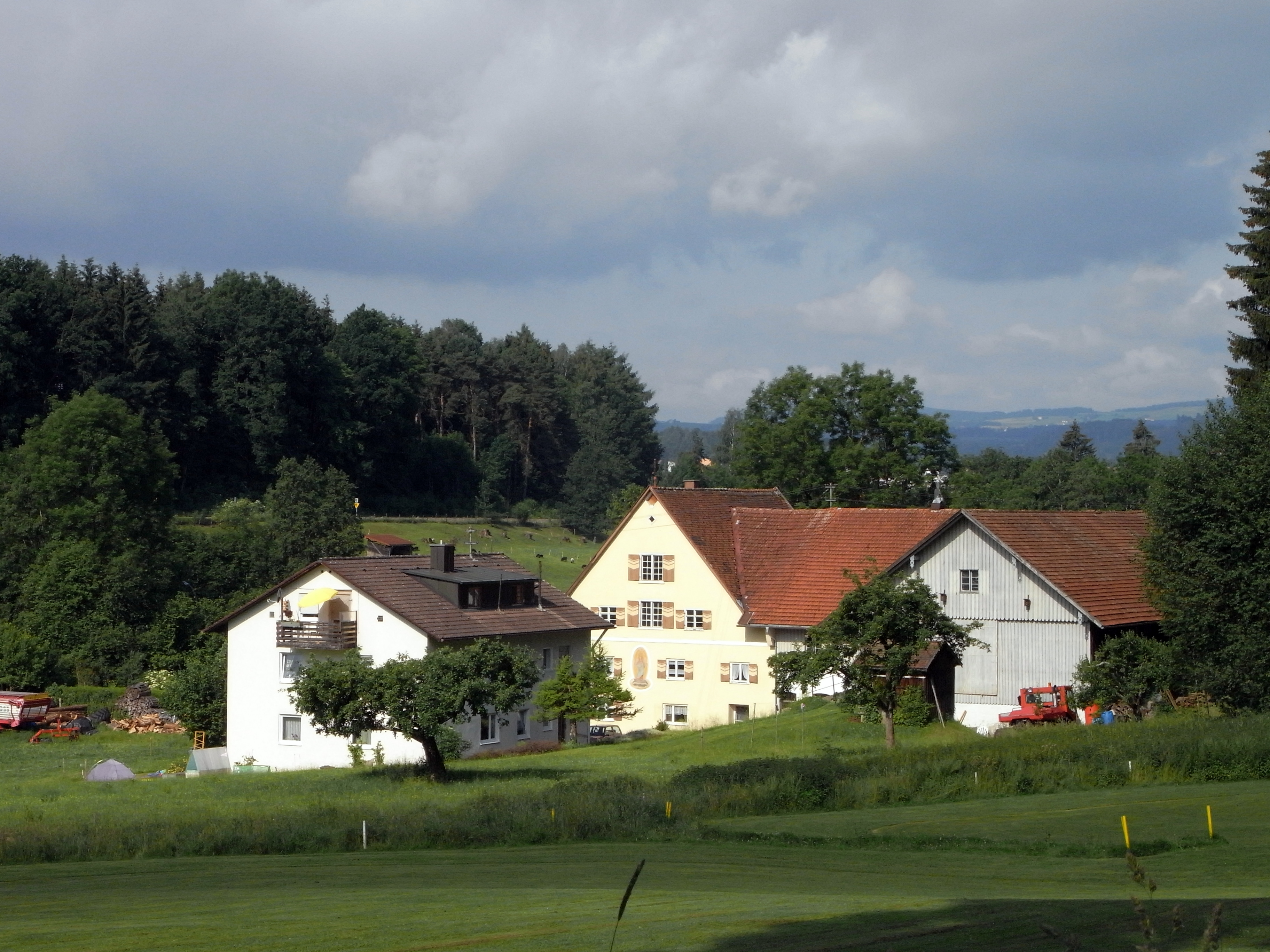
Der Ortsteil Bachtelmühle
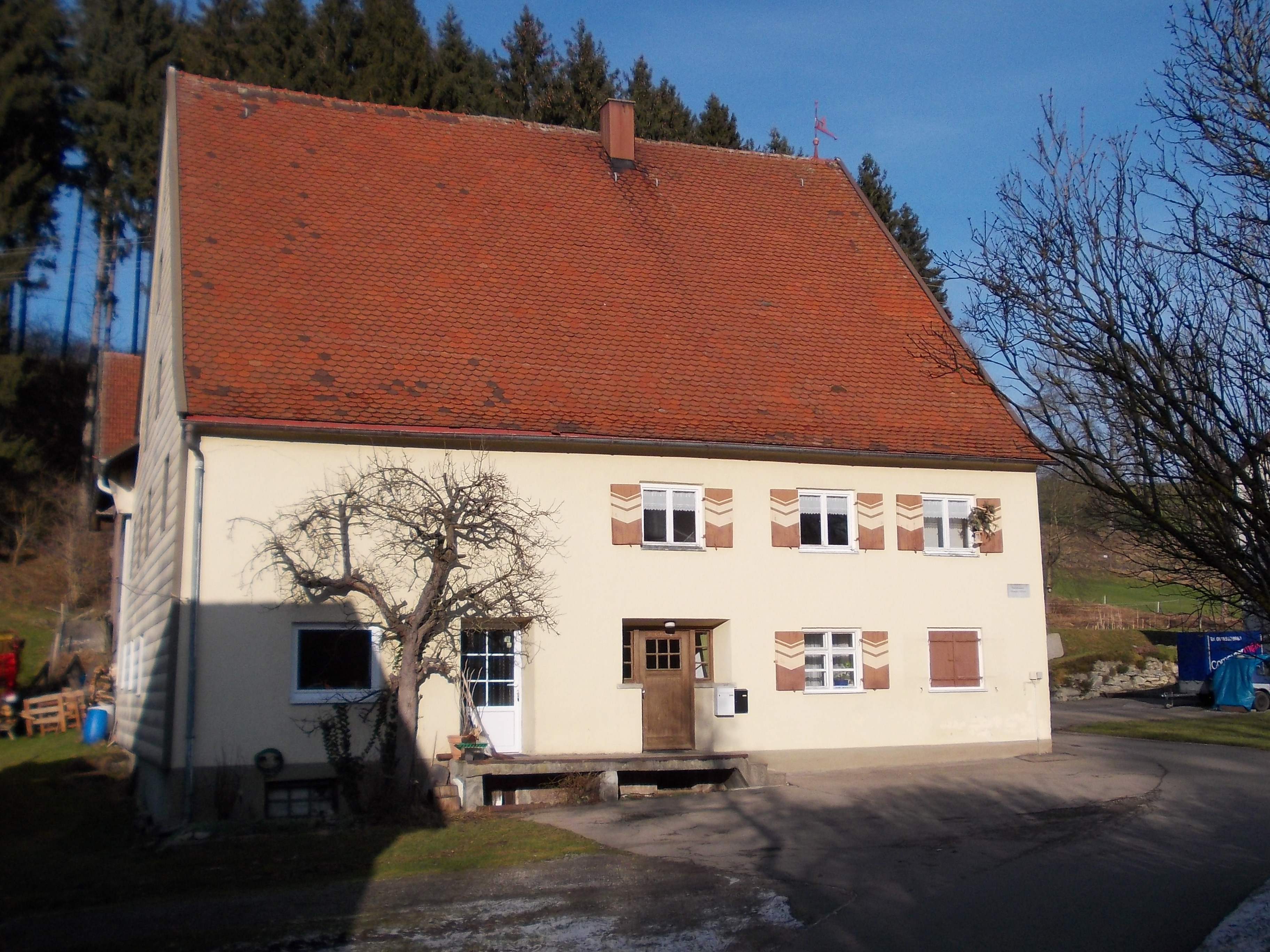
Denkmalgeschütztes Wohngebäude